# Lijst van voetbalinterlands Finland - Servië
Deze lijst van voetbalinterlands is een overzicht van alle officiële voetbalwedstrijden tussen de nationale teams van Finland en Servië. De landen speelden tot op heden twee keer tegen elkaar. De eerste ontmoeting, een kwalificatiewedstrijd voor het Europees kampioenschap voetbal 2008, werd gespeeld in Helsinki op 2 juni 2007. Het laatste duel, de returnwedstrijd in dezelfde kwalificatiereeks, vond plaats op 8 september 2007 in Belgrado.

## Wedstrijden
| № | Plaats   | Datum            | Competitie           | Wedstrijd        | Uitslag |
| - | -------- | ---------------- | -------------------- | ---------------- | ------- |
| 1 | Helsinki | 2 juni 2007      | EK 2008 kwalificatie | Finland – Servië | 0 – 2   |
| 2 | Belgrado | 8 september 2007 | EK 2008 kwalificatie | Servië – Finland | 0 – 0   |

## Samenvatting
| Competitie      | Totaal gespeeld | Winst Finland | Gelijk | Winst Servië | Doelsaldo Finland – Servië |
| --------------- | --------------- | ------------- | ------ | ------------ | -------------------------- |
| EK-kwalificatie | 2               | 0             | 1      | 1            | 0 − 2                      |
| Totaal          | 2               | 0             | 1      | 1            | 0 − 2                      |

Wedstrijden bepaald door strafschoppen worden, in lijn met de FIFA, als een gelijkspel gerekend.

## Details

### Eerste ontmoeting
| EK 2008 kwalificatie (Helsinki, Finland, 2 juni 2007): |              | |
| Finland | 0 – 2        | Servië |
| | goals        | 3' Boško Janković 86' Milan Jovanović |
| Roy Hodgson | bondscoach   | Javier Clemente |
| Jussi Jääskeläinen Petri Pasanen Hannu Tihinen Sami Hyypiä Toni Kallio Teemu Tainio 28' Jari Ilola Markus Heikkinen Mika Väyrynen Shefki Kuqi 70' Mikael Forssell 62' | opstellingen | Vladimir Stojković Antonio Rukavina Ivica Dragutinović Nemanja Vidić Mladen Krstajić Nenad Kovačević Zdravko Kuzmanović 67' Boško Janković Dejan Stanković 85' Miloš Krasić 60' Marko Pantelić |
| Joonas Kolkka 28' Jonatan Johansson 62' Jari Litmanen 70' | wissels      | 60' Milan Jovanović 67' Danko Lazović 85' Igor Duljaj |
| Sami Hyypiä 77' | gele kaarten | 27' Nenad Kovačević 77' Dejan Stanković |
| - Debuut van Zdravko Kuzmanović (Fiorentina), Antonio Rukavina (Partizan Belgrado) en Milan Jovanović (Standard Luik) voor Servië.                                    |              | |

### Tweede ontmoeting
| EK 2008 kwalificatie (Belgrado, Servië, 8 september 2007): |              | |
| Servië | 0 – 0        | Finland |
| | goals        | |
| Javier Clemente | bondscoach   | Roy Hodgson |
| Vladimir Stojković Antonio Rukavina Branislav Ivanović Ivica Dragutinović Duško Tošić 53' Zdravko Kuzmanović Nenad Kovačević Dejan Stanković Miloš Krasić Boško Janković 54' Danko Lazović 60' | opstellingen | Jussi Jääskeläinen Petri Pasanen Sami Hyypiä Toni Kuivasto Mika Nurmela Teemu Tainio Markus Heikkinen 74' Aleksej Jerjomenko Daniel Sjölund 78' Jonatan Johansson Hannu Tihinen |
| Zoran Tošić 53' Milan Jovanović 54' Nikola Žigić 60' | wissels      | 74' Mikael Forssell 78' Jarkko Wiss |
| Duško Tošić 77' | gele kaarten | 19' Sami Hyypiä 71' Teemu Tainio |
| - Debuut van Zoran Tošić (Partizan Belgrado) voor Servië. |              | |